# Izoleucin
Izoleucin (Ile, I) esencijalna aminokiselina (ljudsko tijelo je ne može sintetizirati). 
CH3CH2CH2(CH3)CHNH2COOH 
 
2-amin-3-metil-pentatonska kiselina.
Izoleucin se sintetizira u biljkama i mikroorganizmima u nekoliko koraka počevši od piruvata i alfa-ketoglutarata.
Bogat izvor izoleucina u prehrani su soja, jaja, piletina, svinjetina, sir, mlijeko.